# Jesus von Nazareth. Vom Einzug in Jerusalem bis zur Auferstehung

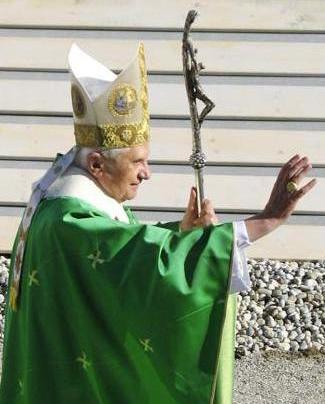
Papst Benedikt XVI. mit Ferula (Kreuzstab) bei einem Gottesdienst in München, 2006

Jesus von Nazareth. Vom Einzug in Jerusalem bis zur Auferstehung ist der 2. Band des dreibändigen Werkes Jesus von Nazareth von Papst Benedikt XVI. über die Gestalt und Botschaft von Jesus Christus. Er erschien am 10. März 2011 zum Anfang der vorösterlichen Fastenzeit beim Verlag Herder auf Deutsch, Italienisch, Englisch, Französisch, Spanisch, Polnisch und Portugiesisch mit insgesamt 850.000 Exemplaren der Erstausgabe.

## Ratzinger-Exegese
Papst Benedikt XVI. versteht sein Buch Jesus von Nazareth als Neuansatz in der theologischen Exegese. Gleichzeitig betont er im Vorwort des 2. Bandes, dass seine exegetische Methode, in der er zwei ganz unterschiedliche Weisen von Hermeneutik, die Auslegung des Glaubens und die historisch-kritische Auslegung, miteinander verbindet, eigentlich jene methodischen Grundsätze realisiert, welche bereits vom Zweiten Vatikanischen Konzil – an dem er als theologischer Berater mitgewirkt hatte – für die Exegese formuliert wurden (Dei verbum 12). „Diese Aufgabe war im zweiten Teil noch schwieriger, als im ersten, weil erst hier die entscheidenden Worte und Ereignisse des Lebens Jesu begegnen.“, schreibt Papst Benedikt XVI., der die Ziele seines Jesus-Buches mit diesen Worten summiert: „… so hoffe ich doch, dass mir eine Annäherung an die Gestalt unseres Herren geschenkt worden ist, die allen Leserinnen und Lesern hilfreich sein kann, die Jesus begegnen und ihm glauben wollen.“
Für ausführliche Angaben zur Ratzinger-Exegese und Bibelauslegung des Buches siehe den Wikipedia-Artikel zum 1. Band:
- Hermeneutische Grundlage und Exegetische Einordnung
- Bibelauslegung und Konzept des Buches

## Inhalt
Der 2. Band enthält neun nummerierte Kapitel:
1. Einzug in Jerusalem und Tempelreinigung
2. Die eschatologische Rede Jesu
3. Die Fußwaschung
4. Das hohepriesterliche Gebet Jesu
5. Das Letzte Abendmahl
6. Gethsemani
7. Der Prozess Jesu
8. Kreuzigung und Grablegung Jesu
9. Die Auferstehung Jesu aus dem Tod

Den Abschluss bildet ein „Ausblick: Aufgefahren in den Himmel – Er sitzt zur Rechten Gottes des Vaters und wird wiederkommen in Herrlichkeit“.

## Bibliographische Angaben
Titelangaben
- Joseph Ratzinger – Benedikt XVI.: Jesus von Nazareth. Band 2: Vom Einzug in Jerusalem bis zur Auferstehung. Verlag Herder, Freiburg im Breisgau/Basel/Wien 2011, ISBN 978-3-451-32999-9.

Andere Bände der Trilogie
- Jesus von Nazareth. Band 1: Von der Taufe im Jordan bis zur Verklärung. Herder, Freiburg im Breisgau/Basel/Wien 2007, ISBN 3-451-29861-9.
- Jesus von Nazareth. Prolog: Die Kindheitsgeschichten. Herder, Freiburg im Breisgau/Basel/Wien 2012, ISBN 978-3-451-34999-7.